# Bregi
Bregie ist ein Ort in Kroatien. Er gehört zu Matulji in der  Gespanschaft Primorje-Gorski kotar.
Der Ort liegt 335 m. i. J. und 181 km von Zagreb entfernt.
Der römisch-katholische Titularbischof von Alabanda und Weihbischof in Zagreb Josip Lang, auch Giuseppe Lang (1857–1924), wurde hier geboren.